# Saint-Avit-Frandat
Saint-Avit-Frandat település Franciaországban, Gers megyében. Lakosainak száma 97 fő (2022. január 1.). Saint-Avit-Frandat Castéra-Lectourois, Lectoure, Sainte-Mère és Sempesserre községekkel határos.

## Népesség
A település népessége az elmúlt években az alábbi módon változott:
| Lakosok száma | 126  | 113  | 92   | 109  | 95   | 100  | 99   | 95   | 93   | 97   |
|               | 1968 | 1982 | 1990 | 2006 | 2013 | 2015 | 2017 | 2019 | 2020 | 2022 |